# Scripophilie

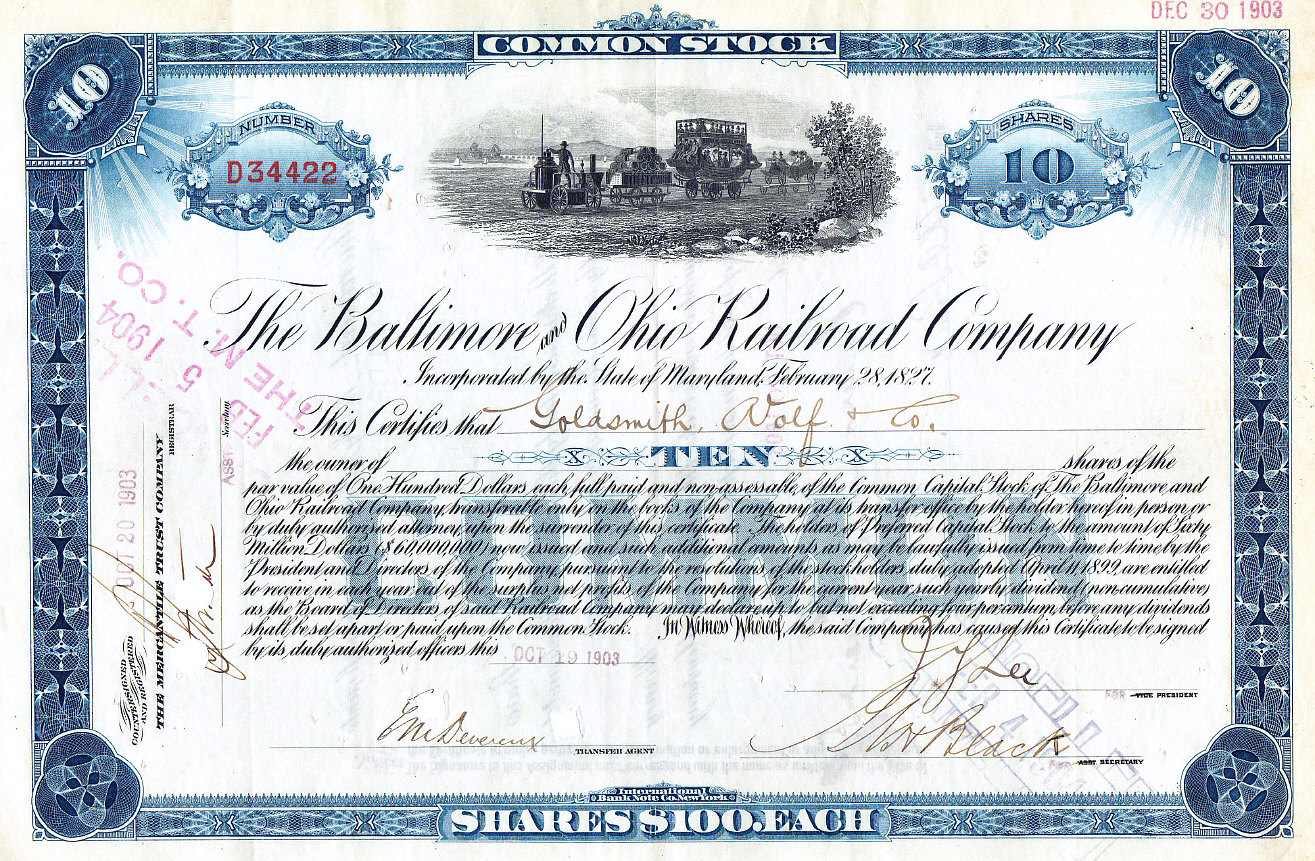
Baltimore and Ohio Railroad

La scripophilie, appelée aussi scriptophilie, consiste à collectionner les anciens titres boursiers (et tous documents en rapport avec les actions, obligations, emprunts, coupons, et chèques bancaires etc.) qui ont été cotés, ou non cotés, sur une bourse des valeurs. 
Cette activité est, par tradition et au niveau international, considérée comme étant une branche de la numismatique.

## Histoire
Le mot scripophilie est un néologisme récent, d'origine anglophone, et forgé à partir du grec ancien avec le radical [scrip] signifiant « titre de propriété » et le suffixe [philia], « aimer ».
Ces titres boursiers collectionnés n'ont plus aucune valeur boursière. Ils sont parfois utilisés à des fins décoratives et restent un témoignage passionnant, le reflet de l'histoire économique et sociale d'une région, d'un pays, d'une époque, d'une industrie, ou d'une société familiale, entre autres. On peut définir le scripophile, ou collectionneur d'anciens titres, comme apparenté à un historien de l'économie. En effet, à travers sa collection, il conserve la mémoire et les traces de l'activité économique passée. 
Certains collectionneurs trouvent dans ces titres anciens une manière de réunir de véritables joyaux graphiques : entre 1880 et 1950, les actions et obligations de certains émetteurs (banque, grosses entreprises, États, etc.) faisaient appel à des artistes : dessinateur, peintre, et surtout graveur sur bois et métal, ainsi que des typographes, pour illustrer ces documents, leur donnant ainsi une identité spécifique. 
Les collectionneurs sont les scripophiles ou scriptophiles. La scripophilie est une passion relativement récente, apparue en France à la fin des années 1970 après avoir vu le jour en Allemagne fédérale quelques années auparavant. Ces collectionneurs seraient quelques dizaines de milliers essentiellement répartis entre l'Allemagne, la Belgique, la France, la Suisse, les Pays-Bas et les États-Unis.

## Intérêts de la scripophilie
- Intérêt historique : À travers certains titres (Compagnie du Canal de Panama, emprunts russes, etc.) on retrouve l'histoire économique et financière du capitalisme. 
  - Le plus ancien titre français connu à ce jour est celui de la Compagnie des Indes, fondée par John Law de Lauriston à Paris en 1719, célèbre pour sa fracassante banqueroute, mais aussi pour avoir eu le premier l'idée en France d'offrir des titres au porteur librement négociables.
  - Le plus ancien titre au monde fut émis par la Verenigde Oost-Indische Compagnie (la VOC : Compagnie néerlandaise des Indes orientales) à Amsterdam en septembre 1606 : on en connaît quatre exemplaires[2].
  - L'un des plus recherchés du XVIIIe siècle est le titre « Canal de Richelieu », daté de 1752, entièrement gravé à l'eau forte, comportant sept signatures et illustré par une médaille symbolisant le canal.
  - À noter aussi que les vieux chèques bancaires en francs ont été mis en place en 1865 et ont cessé en 2001 lors de la venue de l'euro. Lire à ce sujet : HISTOIRE DES BANQUES FRANÇAISES ET DE LEURS CHÈQUES de Pierre PINTON éditions CPE

- Intérêt artistique : Sur certains titres illustrés, on retrouve souvent une illustration de l'usine, du site de production, d'une scène de travail ou de produits fabriqués, alors même que les bâtiments industriels ou l'activité commerciale de la société n'existent plus aujourd'hui. Elle est comparable à la collection d'anciennes cartes postales et de photographies. Certains titres sont assimilés à de véritables œuvres d'art. Pour placer les titres plus facilement auprès des particuliers, les émetteurs d'alors n'ont pas hésité à faire appel aux talents de dessinateurs renommés comme Achille Devéria ou Alfons Mucha.

- Intérêt régional pour les petites sociétés locales.

- Intérêt familial ou généalogique pour ceux qui souhaitent retrouver des traces de leur passé. En effet, beaucoup d'anciens titres sont signés, de manière manuscrite ou fac similé, par les dirigeants ou les principaux administrateurs de la société.

Tous les secteurs d'activité ont été concernés par la création de sociétés par actions. Grâce aux anciens titres, on retrouve parfois la trace d'inventions géniales ou curieuses, considérées à une certaine époque comme révolutionnaires, mais aujourd'hui désuètes ou tombées dans l'oubli. Des titres ont été émis  antérieurement le XVIIIe siècle et, mais ils demeurent très rares. La plupart des titres furent principalement émis au XIXe et XXe siècles jusqu'à leur dématérialisation au début des années 1980, et surtout pendant les périodes d'expansion économique du capitalisme.
Parmi les grands classiques : le Canal interocéanique de Panama (un des plus grands scandales politico-financiers), les Emprunts russes, la Cie des Claridges Hôtels (illustré par un paquebot et une locomotive se faisant face), les Omnibus de Paris (belle gravure représentant les 21 monuments devant lesquels l'omnibus s'arrêtait), Établissement Léon Volterra et Théâtre Marigny (richement illustré et lié à l'affaire Stavisky), la Banque de Cochinchine, la Société des truffières de France, etc.

## Cotation des titres
Il n'existe pas de cote des anciens titres boursiers à ce jour, et ce, de façon officielle ou organisée par une pratique interprofessionnelle comme c'est le cas pour les autres branches de la numismatique (monnaies, billets, etc.). Leur valeur estimée dépend surtout des critères suivants : état général du titre, date d'émission (âge) / nombre d'actions émises (tirage), rareté / secteur d'activité, thème (automobile, aviation, banque, casino, chemin de fer, cinéma, hôtellerie, mine, port, théâtre, usine, viticulture, etc.) / graphisme, illustrations, dimension artistique et historique, etc.
La qualité esthétique reste cependant essentielle. Sur plus de six millions de titres répertoriés dans les collections à travers le monde, à peine 10 % sont illustrés. Plus un titre est décoré plus il prend de la valeur, surtout s'il est en couleur. Le nom de l'illustrateur, s'il est connu ou réputé, fait aussi monter les prix.
Les vieux chèques bancaires ne sont pas encore cotés mais il y a des collectionneurs, voir Pierre PINTON
- Le tirage est presque toujours indiqué sur le titre. Les titres les plus recherchés sont ceux qui ont été tirés à moins de dix mille exemplaires. À défaut d'indication, il peut être calculé en divisant le montant du capital social de la société par le nominal de l'action (ex. : Un capital d'un million de francs divisé en action de 1000 francs donnera un tirage de 1000.)
- Certains thèmes sont plus recherchés que d'autres comme ceux sur l'aviation, l'automobile, le casino, le cinéma et la vigne.
- La date d'émission des titres est extrêmement importante. Elle est, là encore, presque toujours indiquée sur le titre (ceux des années 1900-1920 peuvent être déterminés en fonction de la valeur de la taxe indiquée sur le tampon fiscal, ceux des années 1950 avec leur valeur nominale de plusieurs milliers de francs et ceux des années 1960-80 par leur format normalisé (270 mm x 210 mm).

On range les titres sous quatre périodes : 
- le XVIIIe siècle : une quarantaine de sociétés en France ;
- 1800 à 1848 : période lors de laquelle peu de sociétés font alors appel à l'épargne à l'exception des mines de charbon et des sociétés de chemins de fer ;
- 1848 à 1929 : période de révolution industrielle intense où joue à plein l'essor du capitalisme par actions et de nombreuses sociétés sont créées qui font appel aux particuliers pour se financer. La période s'achève avec la crise de 1929 et sa succession de faillites ;
- après 1929 : signalons qu'à partir des années 1960, les titres émis jusqu'aux opérations de dématérialisation (1985 - ... ), ont peu de valeur aux yeux des collectionneurs.

## Valeur financière
En France, pays précurseur en la matière, les titres « papiers » sont sans valeur depuis la dématérialisation qui intervient le 3 novembre 1984, en vertu de l'article 94-II de la loi de finance pour 1982, loi n°81-1160 du 30 décembre 1981, et du décret n° 83-359 du 2 mai 1983. 
Après cette date, il n'y a eu que quelques émissions d'actions françaises, non négociables en France, concernant des sociétés cotées sur des bourses européennes, comme Euro Disneyland et Eurotunnel.
En Belgique, la dématérialisation est effective depuis 2009.
Pour les autres pays, les titres gardent leur valeur (leur cours de bourse pour ceux qui sont cotés), tant que la société existe, à la condition qu'ils ne soient pas annulés : titre poinçonné, mention ANNULÉ, SANS VALEUR ou CANCELED. Et certains même figurent en bonne place dans les collections, leur valeur en tant qu'objet dépassant leur valeur boursière.

## Associations
- Association des Collectionneurs de Titres Financiers (ACTIF)[3] : créée en 1997, cette association de collectionneurs et de promotion des titres financiers anciens a succédé à l’Association Française des Collectionneurs de Titres Anciens.